# Signaalflank

De blauw gemarkeerde gedeeltes betreffen signaalflanken.

Een signaalflank is in de digitale elektronica de overgang tussen twee signaaltoestanden. Dit is zowel van hoog (H, logische 1) naar laag (L, logische 0) en omgekeerd.
De signaalflanken worden ook wel de stijgende en dalende flanken genoemd. Een stijgende flank is de overgang van laag naar hoog en een dalende flank is de overgang van hoog naar laag.
De flanksnelheid is de totale tijd van de overgangsperiode en is belangrijk voor de schakelsnelheid en signaalkwaliteit. Bij lange schakeltijden die een lage flanksteilheid of ruis veroorzaken, kan het nodig zijn om een Schmitt-trigger te gebruiken in plaats van een normale ingang.
Gerichte signaalvertragingen zijn ingebouwd in kloksignalen en hebben negatieve effecten op de flanksteilheid, om te voorkomen dat de klok mogelijk de datasignalen leidt. Dit betreft synchrone datatransmissie, waarbij de datasignalen met flankbesturing op het kloksignaal worden overgenomen.